# St. Magdalena in Prazöll

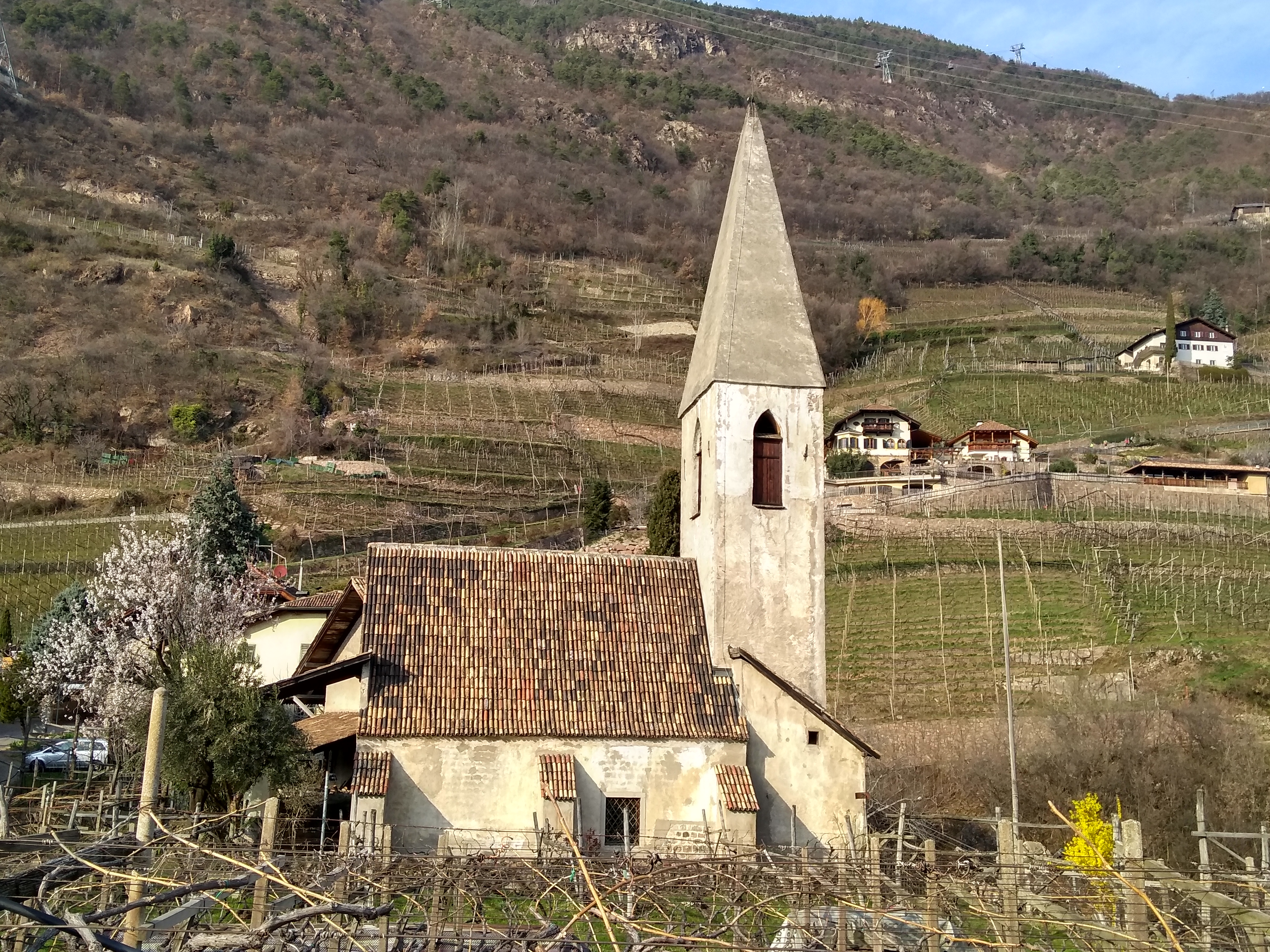
St. Magdalena in Prazöll

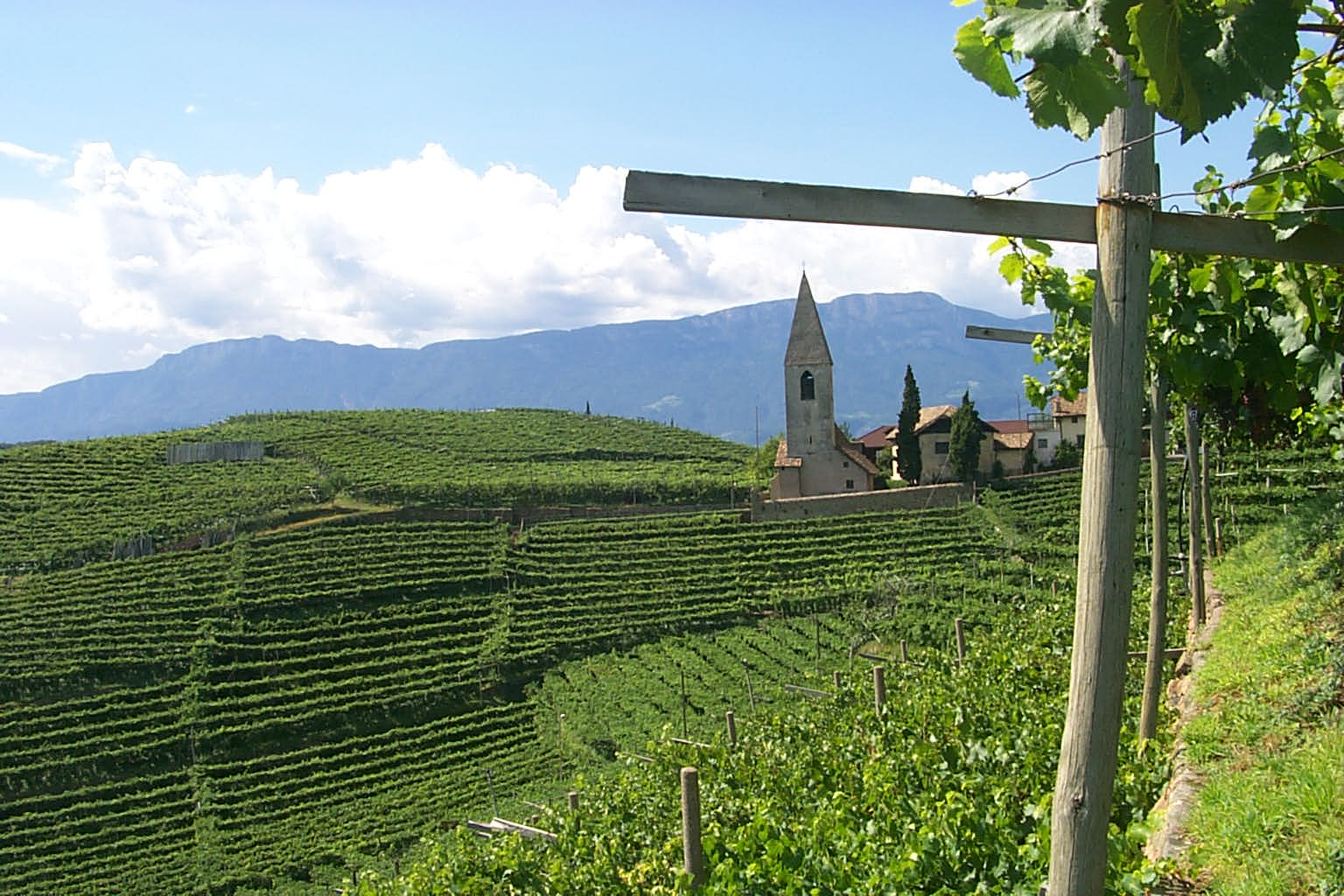
Die Kirche inmitten der Weinberge

St. Magdalena in Prazöll ist eine römisch-katholische Kirche in St. Magdalena, einem ehemals zur Landgemeinde Zwölfmalgreien und heute zur Südtiroler Landeshauptstadt Bozen gehörenden Dorf. Die malerisch zwischen Weinbergen gelegene Dorfkirche gehört zur Pfarre Rentsch und besitzt in ihrem Inneren wertvolle Fresken aus dem 14. Jahrhundert. Sie steht seit 1977 unter Denkmalschutz.

## Geschichte
Die schon in vorgeschichtlicher Zeit besiedelte Gegend am Ostrand des Bozner Talkessels wird erstmals in einer Schenkung des Otacher von Berg an das Brixner Domkapitel zwischen 1170 und 1174 als „Placedell“ urkundlich erwähnt. Die St. Magdalenenkirche („ecclesia sancte Marie Magdalene de Placedelle“) ist urkundlich erstmals im Jahr 1295 im Kontext einer Seelgerätstiftung bezeugt, ein weiteres Mal 1318 im Zuge einer Ölstiftung. In dieser Zeit entstanden die Fresken in der Apsis der Kirche. Um 1370 erfolgte ein Umbau, indem man das Tonnengewölbe des Langhauses einzog und die Wände mit neuen Fresken ausmalte. Architektonische Details am Turm belegen weitere Baumaßnahmen um 1500. 1627 brach man Türen und Fenster in die Fassade, darunter das Renaissanceportal an der Westseite, und baute eine Sakristei an der Nordseite an. 1667 schaffte man einen neuen barocken Hochaltar und 1706 einen Seitenaltar an. Papst Pius VI. verlieh 1794 der Kirche für den Weißen Sonntag einen vollkommenen Ablass. Die im Laufe der Zeiten übertünchten Fresken gerieten in Vergessenheit, bis Sebastiano Bassani im Auftrag des Denkmalamtes 1958/59 einen ersten Teil von ihnen freilegte. Dabei wurde die bemalte Verputzschicht der Apsis, die sich bereits vom Untergrund gelöst hatte, von Restaurator Carlo Andreani aus Trient abgenommen und auf Leinwand übertragen (heute im Stadtmuseum Bozen). Geldmangel verzögerte die weiteren Arbeiten. 1966–1970 wurden die Fresken im Langhaus teilweise freigelegt, bis die Restaurierung 1985 durch das inzwischen neu gegründete Landesdenkmalamt Bozen zu Ende geführt werden konnte.

## Baubeschreibung
Die Kirche besteht aus einem rechteckigen Kirchenschiff von 6 × 9,5 m Länge. Im Osten schließt sich daran eine kleine rechteckige Apsis an, die schon ursprünglich ein Tonnengewölbe trug. Darüber erhebt sich der Glockenturm, der um 1500 erhöht wurde und dabei einen gemauerten Spitzhelm und spitzbogige Schallfenster erhielt. Ein ursprüngliches Rundbogenfenster an der Ostwand der Apsis wurde im Zuge der Restaurierung wieder freigelegt. Das zunächst mit einer flachen Holzdecke versehene Langhaus erhielt um 1370 das heutige Tonnengewölbe. An der Nordseite befindet sich das ursprüngliche Portal der Kirche, daneben und ihm gegenüberliegend an der Südseite wurden um 1370 zwei Fenster ausgebrochen. Das heutige steingerahmte und mit Rosetten verzierte Hauptportal an der Westseite in Renaissanceformen entstand 1627, zugleich die steingerahmten Rechteckfenster zu beiden Seiten und die Rundöffnung darüber. Im Osten der Nordseite befindet sich eine angebaute Sakristei, die durch eine Rechtecktür mit Oberlicht vom Langhaus aus zugänglich ist. Der Kirchenboden aus Sandsteinplatten dürfte aus dem 17. Jahrhundert stammen.

### Fresken

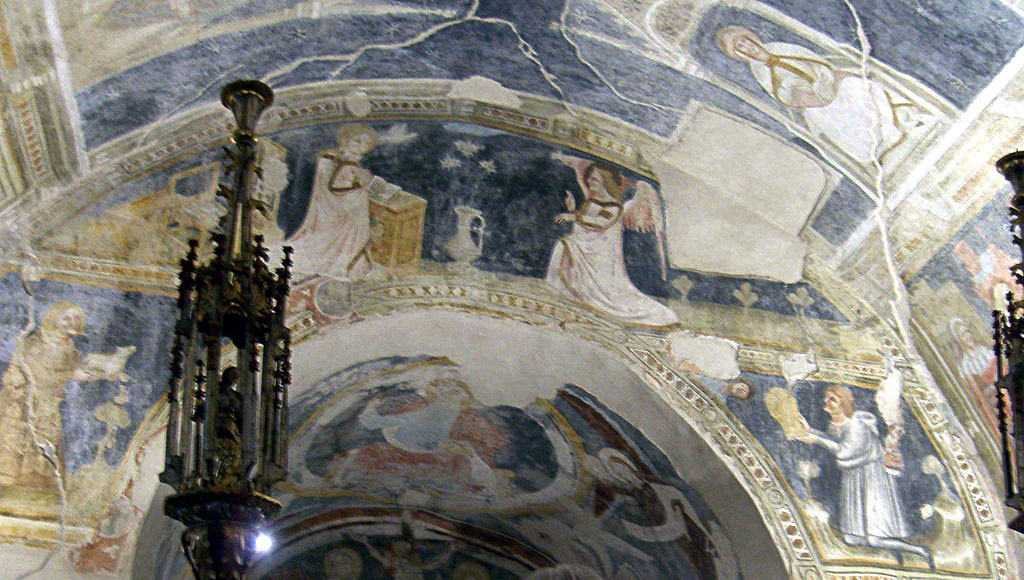
Fresken am Triumphbogen

Das gesamte Innere der Kirche ist mit Fresken bedeckt, die aus zwei verschiedenen Epochen stammen. Die ältere Malschicht befindet sich in der Apsis und entstand um 1300. Sie ist dem frühgotischen Linearstil zuzuordnen und stammt wohl von einem süddeutschen Meister aus der Bodenseegegend oder vom Oberrhein, der wahrscheinlich auch das Votivbild des Konrad und der Irmingard Krille in der Bozner Pfarrkirche geschaffen hat. Die Fresken besitzen hohe künstlerische Qualität und bilden ein Hauptwerk der frühgotischen Malerei in Südtirol.
Im blau gemalten Gewölbe der Apsis ist die Majestas Domini dargestellt, Christus in der Mandorla umgeben von den Evangelistensymbolen. Im Bogenfeld der Ostwand darunter ist Christus am Kreuz, flankiert von Johannes und Maria, in einfacher Bandumrahmung zu sehen. Die Szene wird von je zwei Bäumchen begleitet. Im Mittelstreifen erstreckt sich über alle drei Seiten eine gemalte Scheinarchitektur mit Arkaden, zwischen deren Säulen die zwölf Apostel und die Kirchenpatronin, die hl. Maria Magdalena, dargestellt sind. Einige Figuren sind nicht mehr erhalten. Darunter schließt eine gemalte Sockelzone mit rotem Rautenmuster und geometrischem Blattdekor die Fresken nach unten ab.
Das noch in den Grundzügen traditionelle romanische Bildprogramm der Apsis wird verändert durch die ins Zentrum gerückte Kreuzigungsszene anstelle der Majestas Domini und der gemeinsam mit den Aposteln dargestellten Kirchenpatronin. Besonders auffällig ist der neue frühgotische Geist der Fresken in der bewegten Darstellung der Gesichter, die auf eine stärkere Gefühlsbetontheit hinweist und die innere Anteilnahme, besonders an der Passionsszene, ausdrückt.
An der Triumphbogenwand wurden bei der Restaurierung ebenfalls noch Reste dieser älteren Malschicht freigelegt. Ansonsten gehört diese, wie die Fresken im übrigen Langhaus aber der jüngeren Malschicht an, die um 1370 entstanden ist. Sie gehören einem veränderten Zeitgeist an, da mittlerweile oberitalienische Einflüsse in Bozen Verbreitung gefunden hatten, die von Wandermalern in der Nachfolge Guarientos und Giottos nach Norden getragen worden waren. Dieser Stil zeichnet sich durch die Plastizität und Raumtiefe seiner Darstellungen aus. Er wurde in einer neuen Technik al fresco auf frischen Verputz gemalt, wodurch die Bilder eine stärkere Farbigkeit und größere Dauerhaftigkeit erhielten. Der Raumeindruck veränderte sich außerdem durch die größere Helligkeit des Kirchenschiffes, da damals auch die Fenster neu ausgebrochen wurden. Der unbekannte Künstler hat wahrscheinlich auch die jüngere Malschicht in der Kirche St. Johann im Dorf geschaffen, sowie den Marienzyklus in St. Vigil am Virgl.
In der Apsis wurde damals die Kreuzigungsszene durch eine Marienkrönung ersetzt. Diese konnte abgenommen werden und befindet sich heute im Stadtmuseum Bozen. An der Triumphbogenwand ist im Bogenfeld die Verkündigung des Herrn dargestellt, darunter zu beiden Seiten die Opfer von Kain und Abel. In der untersten Zone beginnt auf der Südseite mit der Ölbergszene ein Passionszyklus, der über das gesamte Langhaus weitergeführt wird und an der Nordseite der Triumphbogenwand mit der Darstellung der Auferstehung Christi endet. Dieser Passionszyklus ist durch aufsteigende Feuchtigkeit im unteren Teil zum Großteil zerstört worden. Erkennbar sind noch die oberen Hälften der Gefangennahme Christi, seiner Geißelung, der Dornenkrönung und des Urteils des Pilatus an der Südwand, die Kreuzigung, die Kreuzabnahme und die Grablegung an der Nordwand. In der Fensterlaibung an der Nordseite kam bei der jüngsten Restaurierung ein farbenprächtiger und gut erhaltener hl. Oswald zutage. 
Über dem Passionszyklus zeigt die obere Bildfolge den seltenen und ikonographisch interessanten Zyklus der Magdalenenlegende. Er beginnt im Osten der Südwand und verläuft im Uhrzeigersinn bis zum Ende der Nordwand. In zehn Bildern wird das Leben der Kirchenpatronin dargestellt, wie es in der Legenda aurea geschildert wird. Die erste Szene zeigt Magdalena weltlich geschmückt mit einem Liebhaber, wie sie von ihrer Schwester Martha bekehrt wird. Die zweite Szene – die einzige, die sich auf eine biblische Überlieferung stützen kann – stellt dar, wie Magdalena Christus beim Mahl im Hause Simons des Pharisäers die Füße salbt. In der dritten Szene wird Magdalena mit anderen, von durch Judenhüte und Häretikermützen charakterisierte Ungläubige in ein Schiff ohne Steuer gesetzt und aufs Meer gestoßen, damit diese dort umkommen sollten. In der vierten Szene ist Magdalena mit ihren Gefährten wohlbehalten in Marseille angelangt, wo sie nun dem Fürsten des Landes und seiner Frau predigt, weil diese ihren Göttern opfern wollen. Im fünften und letzten Bild auf der Südwand erscheint Magdalena dem schlafenden Fürstenpaar und droht ihnen Böses an, wenn sie die hungernden Schiffbrüchigen nicht verpflegen wollen. Die sechste Szene stellt dar, wie der nach Rom reisende Fürst den Leichnam seiner toten Frau auf einer felsigen Insel aussetzt. Er hatte zuvor die Schiffbrüchigen aufgenommen, seine Frau ist auf Fürsprache der Magdalena schwanger geworden und beide reisen mit dem Schiff nach Rom, um dort zu erkunden, ob Magdalena die Wahrheit über Christus gesagt habe; dabei hat die Fürstin ihr Kind geboren und ist gestorben. Im siebenten Bild sieht man links den hl. Petrus. Der Fürst kehrt mit dem Schiff nach Hause zurück und findet auf der Insel seine Frau und sein Kind lebend vor, die von Magdalena beschützt worden waren. Im achten Bild überreicht der zurückgekehrte Fürst in Marseille der Magdalena, Maximinus und Lazarus eine Schriftrolle (diese Szene ist nicht ganz klar). Die beiden letzten Bilder zeigen Magdalena als Büßerin, die sich dreißig Jahre in die Wüste zurückgezogen hatte. In der neunten Szene wird sie von Engeln emporgehoben und hört mit leiblichen Ohren den Gesang des Himmels. Im letzten und zehnten Bild wird Magdalena von Engeln getragen und empfängt von Bischof Maximinus die Kommunion. Jede Szene wird durch breite Bänder gerahmt, die den Eindruck eines architektonischen Rahmengerüsts erwecken.

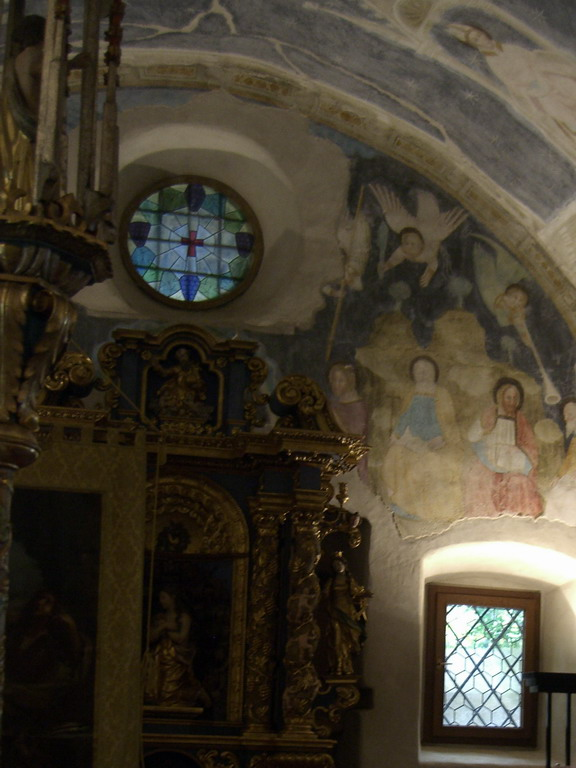
Westwand mit Fresken des Jüngsten Gerichts und Hochaltar

An der Westwand ist eine traditionelle Darstellung des Jüngsten Gerichts zu sehen gewesen. Sie wurde aber durch die Fenster- und Türausbrüche im 17. Jahrhundert weitgehend zerstört. Nur die posauneblasenden Engel im oberen Bildbereich und ein Stück des thronenden Christus sind noch erhalten.
Das Tonnengewölbe wiederholt das Bildprogramm der Apsis und stellt zentral eine monumentale Majestas Domini dar. In der Apsis war die diesbezügliche Darstellung ja von jüngeren Fresken verdeckt worden. Christus in der Mandorla wird von dekorativen Bändern eingerahmt. An den Ecken erscheinen die vier Evangelistensymbole. Als gotische Erweiterung dieses Bildthemas sind auch noch vier lateinische Kirchenväter dargestellt, die unter Baldachinen thronen. Der blaue Hintergrund erweckt den Eindruck eines Sternengewölbes.
An der Außenseite der Kirche findet sich an der Nordwand links neben dem Eingang die hl. Magdalena, die die Kirchenbesucher mit einem Salbgefäß empfängt. Im Hintergrund sieht man eine Landschaft mit Bäumen. Ebenfalls an der Nordwand, aber vom Sakristeizubau verdeckt befindet sich an der Turmmauer ein überlebensgroßer Christophorus und eine thronende Madonna mit Kind. Diese beiden Bilder wurden niemals übertüncht und sind daher in einem sehr guten Zustand, der die originale Leuchtkraft der Farben erahnen lässt.

### Ausstattung
Der Hochaltar von Oswald Krad aus dem Jahre 1667 steht heute an der Westwand. In der schreinartig vertieften Mittelnische ist die Figur der knienden Büßerin Magdalena mit Kruzifix und Totenkopf zu sehen. Daneben befinden sich gedrehte barocke Säulen, die mit Weinlaub und Putten in Reliefschnitzerei verziert sind. In einer Rundbogennische der Predella ist eine Pietà dargestellt, in einem bekrönenden Aufsatz Gottvater. Links und rechts der Säulen stehen die Statuen der hll. Barbara und Katharina. In der Gebälkzone befanden sich ursprünglich zahlreiche Engelsköpfe, die gestohlen wurden. Der Altar des Bozner Bildhauers Oswald Krad, der von Franz Teutenhofen farbig gefasst wurde, zählt zu den bedeutendsten Altären des 17. Jahrhunderts in Südtirol.
Die beiden schönen und fein geschnitzten Prozessionsstangen aus dem Jahr 1646 schuf der Bildhauer Hans Schwarzpeckh; gefasst wurden sie von Hans Hofmann. Die Kirchenbänke stammen aus der 2. Hälfte des 19. Jahrhunderts. Ein Glasfenster in der Rundöffnung der Westwand mit Motiven des Weinbaus ist eine moderne Arbeit von Otto Kastowsky aus Bozen. Der ursprünglich vorhandene barocke Seitenaltar ist heute aus Platzgründen nicht mehr in der Kirche aufgestellt.

## Archiv
Aus den Jahren 1582 bis 1806 sind 99 Rechnungsbücher von St. Georgen im Stadtarchiv Bozen überliefert (Hss. 1462–1563), die von den jeweiligen Kirchpröpsten geführt wurden.